# Валч (гмина)
Валч (пол. Wałcz) — сельская гмина (уезд) в Польше, входит как административная единица в Валецкий повет, Западно-Поморское воеводство. Население — 12 362 человека (на 2005 год).